# Grevillea polybractea
Grevillea polybractea är en tvåhjärtbladig växtart som beskrevs av Williamson. Grevillea polybractea ingår i släktet Grevillea och familjen Proteaceae. Inga underarter finns listade i Catalogue of Life.